# Eurotium appendiculatum
Eurotium appendiculatum är en svampart som beskrevs av Blaser 1976. Eurotium appendiculatum ingår i släktet Eurotium och familjen Trichocomaceae.   Inga underarter finns listade i Catalogue of Life.